# Íñigo Errejón
Íñigo Errejón Galván (Madrid, 14 de diciembre de 1983) es un político y politólogo español. Doctor en Ciencias Políticas por la Universidad Complutense de Madrid, alcanzó relevancia a partir de 2014 como cofundador, ideólogo y posteriormente portavoz parlamentario de Podemos, dentro del cual desarrolló una corriente denominada «errejonista» que defendió postulados cercanos al populismo de izquierda y las tesis de Ernesto Laclau. Tras la Asamblea de «Vistalegre II» (2017), el partido se acercó a las tesis defendidas por el sector de Pablo Iglesias, lo que motivó su salida como portavoz y posteriormente su abandono del partido.
En 2019 se integró con Manuela Carmena en la plataforma Más Madrid, que posteriormente fue reconstituida a nivel estatal como Más País. Como presidente y candidato de la misma, fue elegido diputado de nuevo en las elecciones de noviembre de 2019. En las elecciones generales de 2023 fue elegido diputado como parte de la coalición electoral Sumar, en la que Más País se integró y posteriormente disolvió. En 2024 fue nombrado portavoz del grupo parlamentario de Sumar en el Congreso de los Diputados y secretario de Análisis Político y Discurso de esta plataforma, cargos que ocupó hasta su dimisión en octubre de 2024 por acusaciones de abuso sexual por parte de diversas mujeres.

## Biografía

### Formación y primeros años
Nacido el 14 de diciembre de 1983 en Madrid, Íñigo Errejón es hijo de José Antonio Errejón Villacieros (funcionario de la Administración del Estado que llegó a ejercer de alto cargo en diferentes ministerios) y de María de los Ángeles Galván (bióloga, feminista y activista, y que militaría en Podemos desde su fundación). Su padre, un marxista que había militado en el Partido de los Trabajadores, fue en 1983 uno de los firmantes del Manifiesto de Tenerife (el considerado como texto fundacional de la Confederación de los Verdes) y, años más tarde, también militante en Izquierda Anticapitalista (IZAN).
Íñigo Errejón estudió en el Colegio Público Infanta Elena y después en el Instituto de Educación Secundaria Camilo José Cela (Pozuelo de Alarcón). Durante su adolescencia fue escultista. Originariamente próximo a la tradición política del marxismo libertario, Errejón se inició en el activismo político como miembro del «Colectivo 1984» en Pozuelo de Alarcón. Además de español, Errejón habla inglés, italiano y catalán.
Estudiante en la Facultad de Ciencias Políticas y Sociología de la Universidad Complutense de Madrid (UCM), obtuvo el título de licenciatura en Ciencias Políticas en 2006. Durante su período como estudiante universitario formó parte de movimientos sociales en Madrid ligados a la desobediencia civil y fue miembro de las Juventudes Anarquistas. En 2006 participó en la fundación de Contrapoder, una asociación estudiantil en la UCM descrita como anticapitalista o antisistema.
Mientras preparaba su tesis doctoral Errejón efectuó estancias en la Universidad de California (2007-2008), la Universidad de Bolonia (2010) y el Instituto de Altos Estudios Nacionales en Ecuador (2011). En 2012 se doctoró en Ciencias Políticas con la lectura de La lucha por la hegemonía durante el primer gobierno del MAS en Bolivia (2006-2009): un análisis discursivo, una tesis que trataba sobre la construcción del discurso del Movimiento al Socialismo (MAS) durante su primer mandato en el gobierno en Bolivia, supervisada por Heriberto Cairo Carou.
Errejón empezó a trabajar en la Fundación Centro de Estudios Políticos y Sociales (CEPS), un think-tank de tendencia anticapitalista que ejecutó la mayor parte de su trabajo en América Latina, llegando a ejercer de secretario y de miembro de la junta ejecutiva. También colaboró con el Grupo Nacional de Investigaciones Sociales del Siglo XXI (GIS XXI), una empresa encuestadora dependiente del gobierno venezolano. Posteriormente se convertiría en miembro del Consejo Asesor del Centro Estratégico Latinoamericano de Geopolítica (CELAG).
Fue miembro del consejo editorial de la revista de análisis político Viento Sur, vinculada a IZAN.

### Podemos

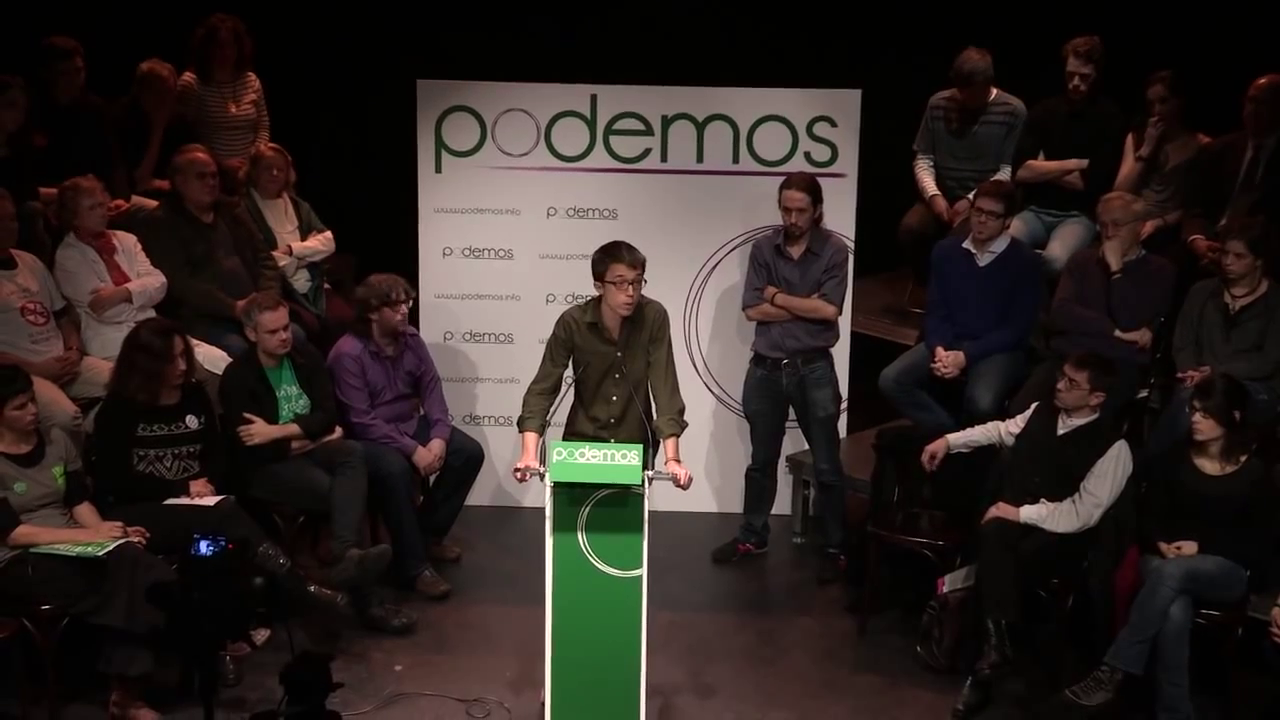
Errejón en la presentación de Podemos en enero de 2014 en Madrid.

Errejón fue uno de los fundadores del movimiento Podemos, presentado en enero de 2014 en el madrileño Teatro del Barrio, y que se registró como partido político para concurrir a las elecciones al Parlamento Europeo de 2014. Pablo Iglesias, que fue elegido cabeza de la lista electoral, le propuso ser jefe de campaña del nuevo partido en los comicios. La candidatura obtuvo 1 245 948 votos, consiguiendo una representación parlamentaria de 5 escaños.
Junto con Carolina Bescansa, Pablo Iglesias y Juan Carlos Monedero, el propio Errejón se convirtió en una de las figuras del partido con mayor presencia en los medios de comunicación, participando, por ejemplo, en tertulias televisivas como La Sexta Noche.
El 15 de noviembre de 2014, Consejo de Coordinación de Podemos, encargado en la ejecutiva del partido de la Secretaría de Política.
A finales de 2014 Errejón se enfrentó al escrutinio público y a las críticas tras revelarse que aparentemente había incumplido las condiciones de un contrato como investigador en temas de vivienda en la Universidad de Málaga (UMA) al que había optado como único candidato, dado que el contrato establecía como condición el trabajo presencial y Errejón no asistió a tal fin a la UMA. Mientras que el director del trabajo de investigación (el también miembro de la ejecutiva de Podemos Alberto Montero) defendió que había concedido permiso a Errejón para trabajar a distancia, la UMA abrió una investigación para investigar las irregularidades. En marzo de 2016 UMA resolvió en un expediente sancionador que Errejón había cometido dos faltas disciplinarias relativas a no haber llevado a cabo su trabajo en los términos estipulados en el contrato y a no haber solicitado la compatibilidad con otras actividades remuneradas (como su trabajo de jefe de campaña en Podemos). Errejón y su contrato también fueron objeto de una querella presentada por el sindicato ultraderechista Manos Limpias, que fue archivada en junio de 2016. Sin embargo la UMA no llegaría a hacer efectiva sanción alguna a Errejón dado que este había renunciado tiempo atrás al sueldo de investigador.

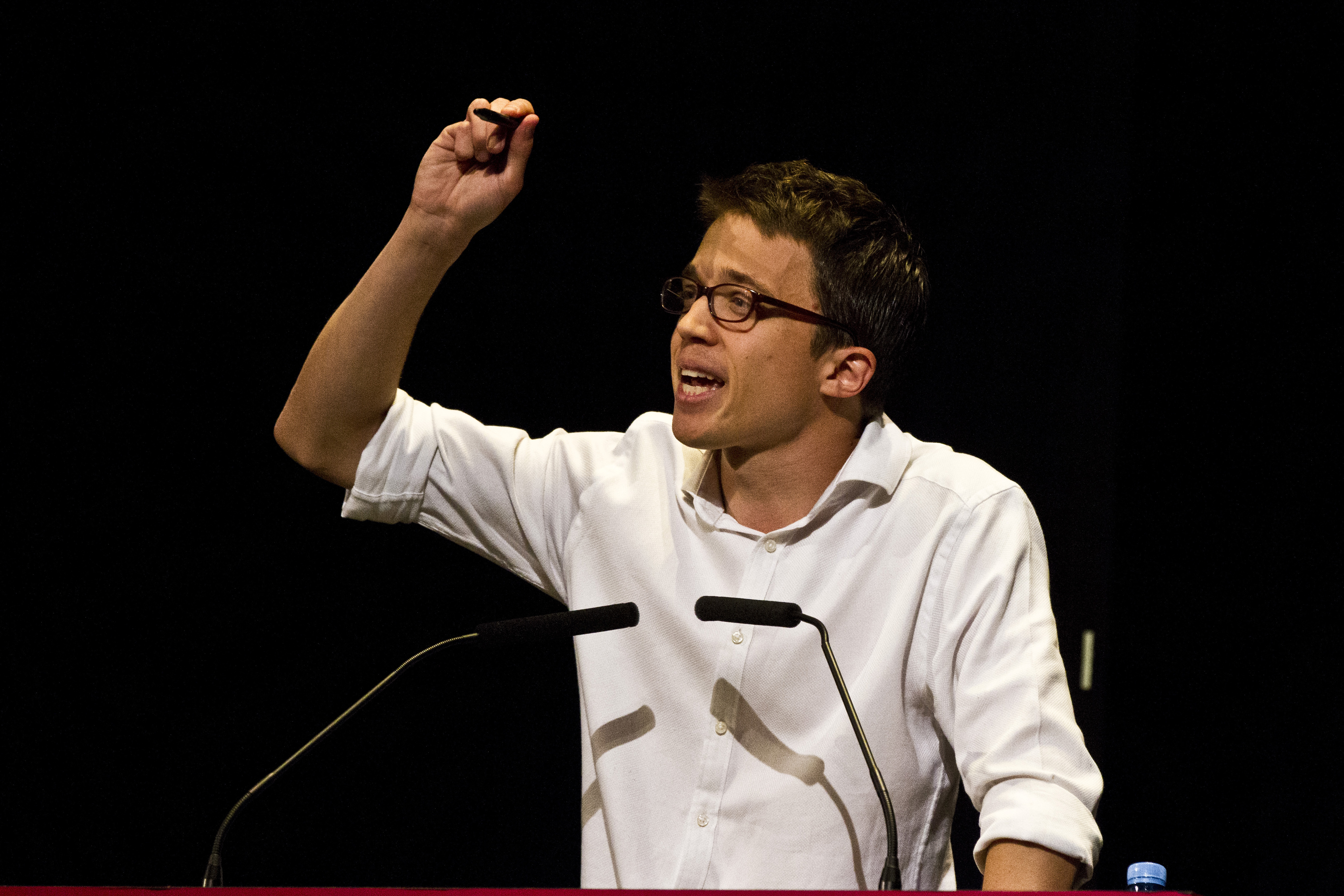
Errejón como ponente en el Foro para el Empoderamiento y la Igualdad de 2015, celebrado en Buenos Aires.

Errejón ejerció de director de campaña en las elecciones al Parlamento de Andalucía del 22 de marzo de 2015, en las que la lista vinculada a Podemos obtuvo 15 escaños. Ese mismo mes también participó como ponente en el Foro Internacional por el Empoderamiento y la Igualdad, celebrado en Buenos Aires. También dirigió la campaña electoral para las elecciones autonómicas celebradas el 24 de mayo de dicho año.
El propio Errejón fue candidato en las generales, incluido en el número 3 de la lista del partido para las elecciones para la Cámara Baja en Madrid. Elegido diputado, se integró en la Comisión de Hacienda y Administraciones Públicas. y ejerció también de portavoz del Grupo Parlamentario de Podemos (en la práctica número 2 del grupo tras Iglesias). Al no formarse gobierno a lo largo de la xi legislatura nuevas elecciones fueron convocadas para junio de 2016. Errejón concurrió a los comicios como número 3 por Madrid de la candidatura de Unidos Podemos, una coalición entre Podemos, Izquierda Unida (IU) y otras formaciones de izquierda. Errejón se mostró reticente a la confluencia y advirtió que «hay sumas que restan o dividen».
Unidos Podemos obtuvo 5 049 734 votos, 71 escaños y 21.10 %. Las elecciones de 2016 marcaron un punto de inflexión en Podemos dado que tanto Iglesias como Errejón consideraron los resultados como un fracaso, pero a causa de diferentes razones estrátegicas; Errejón en particular se mostró crítico con la defensa a ultranza que había realizado Iglesias de la alianza con IU. Electo diputado, Errejón pasó a ejercer de portavoz del Grupo Parlamentario Confederal Unidos Podemos-En Comú Podem-En Marea. A lo largo de la xii legislatura del Congreso de los Diputados, formó parte de la Comisión Constitucional (en la cual desempeñó el cargo de portavoz de su grupo parlamentario), de la Comisión de Hacienda y Función Pública, de la Comisión de Hacienda y Administraciones Públicas y la comisión parlamentaria temporal sobre la investigación de la presunta financiación ilegal del Partido Popular.
Entre diciembre de 2016 y febrero de 2017 la Segunda Asamblea Ciudadana Estatal de Podemos («Vistalegre II») tuvo lugar. Aunque Errejón no presentó candidatura para aspirar a la Secretaría General del partido (Iglesias tuvo como rival la candidatura minoritaria de Juan Moreno Yagüe), sí presentó una plataforma (Recuperar la Ilusión) para competir con la presentadas en torno a Iglesias y la presentada en torno a la corriente minoritaria de Anticapitalistas para determinar la composición del Consejo Ciudadano Estatal y la votación de varios documentos internos del partido. Como resultado de las primarias, Iglesias fue confirmado en su puesto de secretario general y su plataforma obtuvo una mayoría absoluta en la votación del Consejo Ciudadano Estatal, mientras que la de Errejón obtuvo un poco menos de un tercio de los votos. Iglesias impuso así su visión y proyecto para el partido, en lo que fue considerado entonces como un triunfo de la facción de Podemos más escorada a la izquierda. Poco después de la celebración de Vistalegre II, Errejón fue cesado como portavoz del grupo parlamentario en el Congreso y reemplazado por Irene Montero. También entonces se le asignó el nuevo cargo de secretario de Análisis Estratégico y Cambio Político, mientras que la secretaría política que hasta entonces había desempeñado desapareció en la nueva ejecutiva estatal.

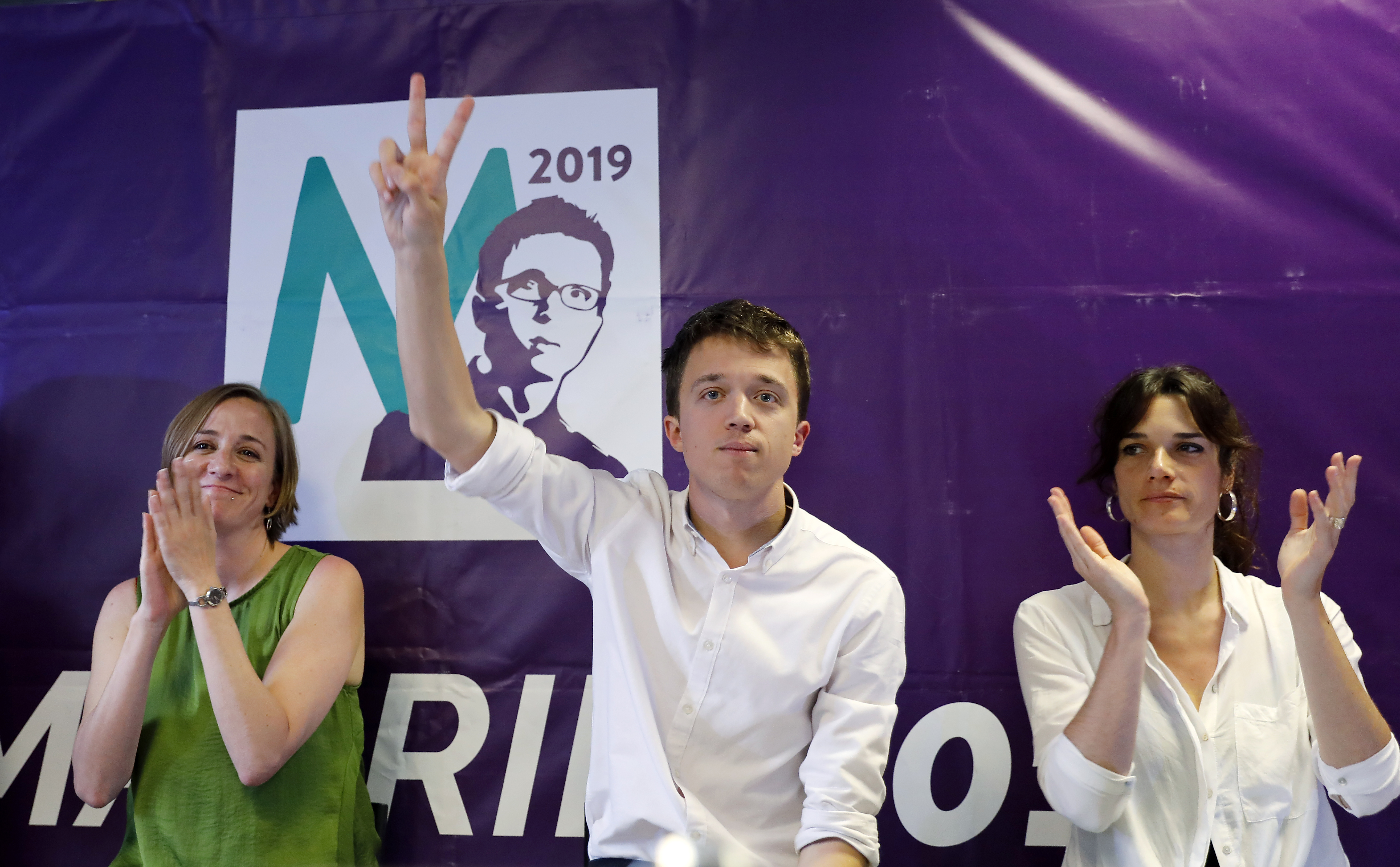
Errejón en mayo de 2018, junto a Tania Sánchez y Clara Serra.

En mayo de 2018 Errejón lanzó su candidatura —que gozó del apoyo de la dirección del partido— para el proceso interno que determinaría el liderazgo y la composición de la candidatura del partido de cara a las elecciones a la Asamblea de Madrid de 2019, que fue bautizada como Sí Madrid 2019. La candidatura, que solo contó como rival a la encabezada por el independiente Emilio García Palacios, consiguió el respaldo de un 98 % de los militantes que participaron en las primarias.
El 17 de enero de 2019 Errejón hizo público que concurriría a las elecciones del 26 de mayo en la plataforma de Más Madrid, que había sido presentada anteriormente por la alcaldesa de Madrid Manuela Carmena para concurrir a las elecciones municipales de 2019 en Madrid, a celebrar el mismo día. Mientras que la iniciativa de Más Madrid para las elecciones regionales estaba declaradamente abierta a la negociación con Podemos para incluir a estos últimos de alguna forma (fue descrita por Errejón en términos de «invitación» más que de «escisión»), esta ruptura formal con la estrategia de Podemos desató una crisis interna en este partido. La crisis se llevó a Ramón Espinar (el líder regional de Podemos en la Comunidad de Madrid), que abandonó la primera línea política en desacuerdo con la decisión tomada por Iglesias de presentar una lista alternativa a la de Errejón en las elecciones autonómicas (Podemos había en cambio convenido no presentar una lista alternativa a la de Carmena en las elecciones municipales). Se requirió a Errejón que dejara su escaño en el Congreso y, el 21 de enero renunció a su acta de parlamentario en la Cámara Baja, aunque dejando todavía abierta una puerta a la negociación para alcanzar una lista unitaria con Podemos (llegó a afirmar entonces que no abandonaba Podemos).

### Más Madrid y Más País
El día 17 de febrero tuvo lugar en La Nave de Villaverde el primer acto de carácter público conjunto entre Errejón y Carmena dentro de la plataforma Más Madrid.

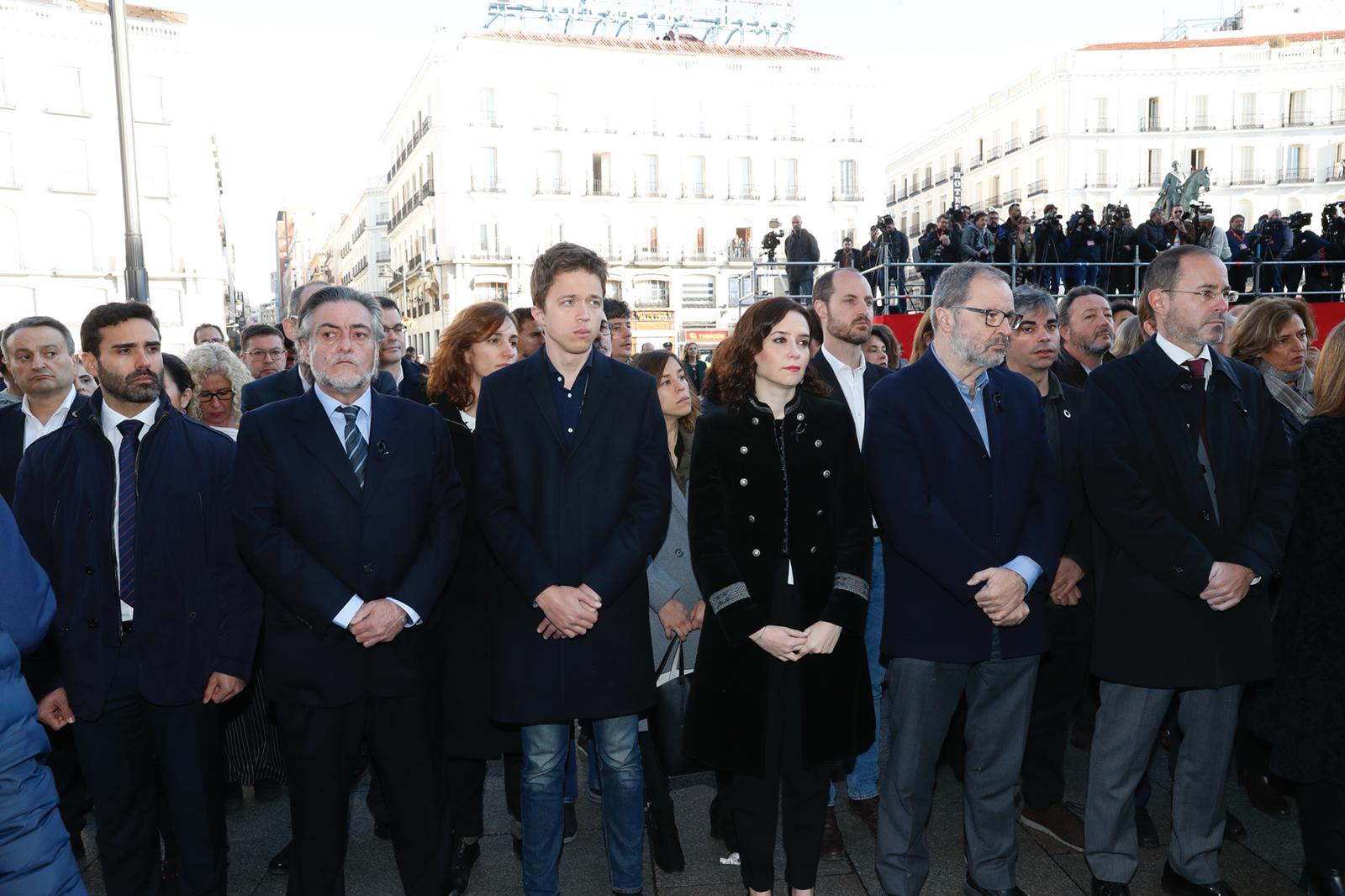
Errejón junto con otros diputados autonómicos y concejales en la madrileña Puerta del Sol en marzo de 2019, durante un acto de recuerdo a las víctimas de los atentados del 11-M.

Errejón concurrió a las elecciones autonómicas del 24 de mayo como cabeza de lista de Más Madrid (también postulándose como aspirante a presidir el gobierno regional). Errejón afirmó que dos días antes de los comicios fue eliminado de los medios de comunicación internos de los órganos de Podemos a los que pertenecía, interpretándolo como una expulsión del partido. La lista de Más Madrid obtuvo un 14.69 % de votos válidos, ganando veinte escaños de la xi legislatura de la Asamblea de Madrid, mientras que la lista en la que se integraba Podemos (Unidas Podemos Izquierda Unida Madrid en Pie), obtuvo un 5.6 % de votos válidos, poco por encima del umbral electoral; el conjunto de fuerzas de izquierda (incluyendo al PSOE) no alcanzó un número de diputados suficiente en el parlamento regional como para articular una mayoría de izquierda (con 64 sobre un total de 132 escaños).
Tras las elecciones generales de abril de 2019 las negociaciones entre PSOE y Unidas Podemos para investir a Pedro Sánchez como presidente del Gobierno colapsaron a lo largo del verano, y el reloj para la convocatoria de nuevas elecciones para diciembre su puso en marcha. Una lista electoral alternativa en torno a Más País fue propuesta para tratar de romper el impás; la iniciativa fue aprobada asambleariamente por los miembros de Más País el 22 de septiembre de 2019. La plataforma electoral, bautizada como Más País, fue lanzada tres días más tarde en un acto en la sede de Comisiones Obreras en la madrileña avenida de América en el que Errejón fue postulado para liderar la lista, defendiendo entonces ponerse «al servicio de un gobierno progresista». Más País ultimó acuerdos para concurrir en coalición en diversas circunscripciones con Compromís, Equo y Chunta Aragonesista.
La coalición con Equo en Madrid obtuvo solo dos escaños de diputado en Madrid, mientras que la coalición dominada por Compromís en Valencia obtuvo otro escaño más. Los diputados de Más País, inicialmente destinados a integrarse en el Grupo Mixto, participaron en la creación de un nuevo grupo parlamentario de carácter misceláneo, el «Grupo Parlamentario Plural», uniéndose a otros diputados de formaciones con representación parlamentaria minoritaria. El 7 de enero de 2020, durante la sesión de investidura como presidente del Gobierno de Pedro Sánchez, Errejón felicitó a este y a Iglesias por haber alcanzado un acuerdo de gobierno, advirtiendo sin embargo que la acción del Gobierno durante la nueva legislatura no debía ser dirigida contra la oposición de derechas, dado que entonces el Gobierno compraría el argumento de derechas de que España estaba dividida por dos, en vez de lo que Errejón defendía que era el caso en realidad (que «España está dividida por la desigualdad»). Procedió entonces a votar sí en la segunda ronda de votación de la sesión de investidura.

### Dentro de la coalición Sumar
Más País y Más Madrid se integraron en la coalición electoral Sumar de cara a las elecciones generales del 23 de julio de 2023. Errejón fue elegido diputado como número 4 en la lista electoral de Sumar por Madrid para estas elecciones.En enero de 2024 Marta Lois, la hasta entonces portavoz de Sumar en el Congreso, anunció su dimisión para presentarse a las elecciones autonómicas de Galicia.Como sustitución la coalición nombró el 30 de enero de 2024 a Errejón como portavoz parlamentario del Grupo Plurinacional Sumar.

### Abandono de la política
El 24 de octubre de 2024, Errejón publicó una carta en Twitter donde anunció su abandono de la política institucional, dejando también su escaño en el Congreso y todas sus responsabilidades políticas. Este anuncio fue posterior a una acusación anónima realizada dos días antes en la cuenta de Instagram de Cristina Fallarás donde se le atribuía haber tenido un comportamiento de violencia machista y acoso sexual con diversas mujeres. A raíz de esta denuncia anónima la prensa destapó otros relatos también anónimos. El 25 de octubre la actriz Elisa Mouilaá denunció a Errejón ante el Cuerpo Nacional de Policía por agresión sexual de acuerdo a unos hechos acontecidos en 2021. El 29 de octubre la ex concursante del programa de televisión Gran Hermano Aída Nízar hizo lo mismo sobre un suceso de acoso en 2015. También existía un relato anónimo en plena campaña electoral de las elecciones generales de 2023 sobre un suceso de acoso en Castellón, sin embargo, no tuvo trascendencia mediática, aunque Podemos afirmó haberlo «comunicado» a Sumar en ese momento. El «Caso Errejón» desató una crisis política en el seno de la izquierda española, especialmente ante las sospechas de encubrimiento.

## Pensamiento ideológico
De acuerdo con Chazel y Fernández, y con su propia obra, Errejón transitó de las sensibilidades anarquistas y libertarias de su juventud a un interés por el populismo latinoamericano, convergiendo con las ideas de la Escuela de Essex de análisis del discurso en su tesis doctoral; esto vendría a subrayar el objetivo intelectual personal que ha marcado la trayectoria política de Errejón de creación de hegemonía a través del discurso. Epígono de Ernesto Laclau (a quien ha citado como principal referencia intelectual en diversas ocasiones) y de Chantal Mouffe, Errejón ha sido considerado durante su período en Podemos como la figura del partido «más receptiva» a la hora de describir al partido como populista. De acuerdo con Franzé, más que como el desarrollo de un antagonismo entre actores preexistentes, Errejón comprendería el populismo como una reconfiguración del demos legítimo, como una creación de un nuevo pueblo.Sus intentos de popularizar la bandera rojigualda entre los sectores progresistas y sus reivindicaciones del patriotismo y de la patria le han valido el dudoso apelativo de «neoperonista». Desde sectores libertarios, ha sido calificado como la personificación del alma conservadora del 15-M y, por lo tanto, de la solución conservadora a la crisis de las clases medias.

### Posiciones internacionales
En una ponencia en noviembre de 2013, Errejón afirmó que «Chávez y el chavismo son fuente de pedagogía política», y en 2016 declaró: «Para mí Venezuela se ha convertido en una patria de acogida». En una entrevista concedida en 2013 al diario venezolano Correo del Orinoco, Errejón afirmó que las largas colas en el país existían porque los venezolanos «tienen más dinero para consumir más», y que en el país existía una «cultura de las colas». Sin embargo, reconoció que había «muchas tareas» que «el proceso político venezolano no ha resuelto bien», como la «conducción económica», la «gestión de relaciones con la oposición» o en «la gestión de la seguridad ciudadana». Sus comentarios provocaron indignación entre los venezolanos y sus rivales políticos. Al año siguiente, expresó que «Venezuela es un desastre y es obvio que no quiero ese modelo para mi país».
Durante el conflicto entre la Franja de Gaza e Israel de 2021, el político Toni Cantó escribió «¡Ánimo, Israel!». Errejón expresó su repudio respondiendo: «119 muertos y Cantó celebrando como si fuera un partido de fútbol. Asco.» El 15 de abril de 2022, Errejón le pidió a la Unión Europea que se pronunciara «ya mismo para detener la represión del Estado de Israel sobre el pueblo palestino», luego de disturbios ocurridos en el Monte del Templo, en Jerusalén, donde 150 palestinos habían resultado heridos el mismo día en enfrentamientos con las fuerzas israelíes.
Después de la invasión rusa de Ucrania de 2022, Errejón condenó al presidente Vladímir Putin, calificando como «terrible» que iniciara una guerra y que «solo [traería] sufrimiento y miseria». También pidió que España acogiera a refugiados ucranianos afectados por la invasión, pidió la habilitación de corredores humanitarios, y rechazó una respuesta que implicara una intervención militar de la OTAN, considerando que empeoraría el conflicto. Posteriormente celebró la respuesta común que la Unión Europea estaba ofreciendo a la invasión, al igual el anuncio del presidente del gobierno Pedro Sánchez de descartar el envío de armas a Ucrania, considerando necesario evitar que el conflicto bélico escalara, profundizar las sanciones impuestas a Rusia y el fortalecimiento del diálogo para finalizar el conflicto.

## Obras
Autor
- Errejón, Íñigo (2012). La lucha por la hegemonía durante el primer gobierno del MAS en Bolivia (2006-2009): un análisis discursivo. Madrid: Universidad Complutense de Madrid. (tesis doctoral)
- Errejón, Íñigo (2021). Con todo-De los años veloces al futuro. Editorial Planeta.[108]

Coautor
- Errejón, Íñigo; Mouffe, Chantal (2015). Construir Pueblo. Hegemonía y radicalización de la democracia. Barcelona: Icaria.[109]
- García Linera, Álvaro; Errejón, Íñigo (2020). Qué horizonte. Hegemonía, Estado y revolución democrática. Madrid: Lengua de Trapo.[110]

Coeditor
- Errejón, Íñigo; Serrano, Alfredo, eds. (2011). ¡Ahora es cuándo, carajo! Del asalto a la transformación del Estado en Bolivia. Barcelona: El Viejo Topo.

## Caso Errejón
El 24 de octubre de 2024, Errejón publicó una carta en Twitter donde anunció su abandono de la política institucional, dejando también su escaño en el Congreso y todas sus responsabilidades políticas. Este anuncio fue posterior a una acusación anónima realizada dos días antes en la cuenta de Instagram de Cristina Fallarás (escritora y periodista feminista española) donde se le atribuía haber tenido un comportamiento de violencia machista y acoso sexual con diversas mujeres. El acta de diputado de Errejón se le entregó a la siguiente persona en la lista, a Alda Recas.
A raíz de esta denuncia anónima la prensa destapó otros relatos también anónimos.También hubo un relato anónimo en plena campaña electoral de las elecciones generales de España de 2023 sobre un suceso de acoso en Castellón. Aunque no tuvo trascendencia mediática, Podemos afirmó haberlo «comunicado» a Sumar en ese momento.El Caso Errejón desató una crisis política en el seno de la izquierda española, especialmente ante las sospechas de encubrimiento.

### Investigación
El 25 de octubre la actriz Elisa Mouilaá denunció a Errejón ante el Cuerpo Nacional de Policía por agresión sexual de acuerdo a unos hechos acontecidos en 2021. El 29 de octubre Aída Nízar hizo lo mismo sobre un suceso de acoso en 2015.
El 16 de enero de 2025, el juez Adolfo Carretero tomó declaraciones de Elisa Mouilaá y de Iñigo Errejón.El juez citó para declarar el 7 de marzo a varios de los presentes en la fiesta de los hechos denunciados por Mouilaá, al igual que a su padre y a su hermano.

### Consecuencias
Ante el caso, Carmen Heredero (doctora en filología, feminista y sindicalista española) y Antonio Antón Morón (profesor de sociología de la Universidad Autónoma de Madrid) publicaron un artículo abogando por más feminismo.
El partido Más Madrid acusó de encubrimiento a la diputada autonómica Loreto Arenillas, portavoz de feminismos del partido y ex directora de gabinete de Errejón, y pidió su dimisión. Ante su negativa, Loreto fue cesada de todos los cargos y responsabilidades del partido el 25 de octubre de 2024. Arenillas, por su parte, acusó al partido de querer convertirla en un «chivo expiatorio» y elevó su queja ante el Comité de Garantías del partido.